# الانتخابات الرئاسية الإسرائيلية 2014
الانتخابات الرئاسية الإسرائيلية هي الانتخابات الرئاسية غير المباشرة التي عقدت في 10 يونيو 2014. وفاز فيها مرشح حزب الليكود رؤوفين ريفلين من المرحلة الثانية بينه وبين مرشح حزب هتنوعا مائير شطريت.
لم يتم حسم الانتخابات بين المرشحين من الجولة الأولى، وتنافس في الجولة الثانية المرشح رؤوفين ريفلين والمرشح مائير شطريت، وحصل ريفلين على 63 صوتا فيما حصل شطريت على 53 صوتا، ليكون ريفلين الرئيس العاشر لدولة إسرائيل. وحصل ريفلين في الجولة الأولى على 44 صوتا بينما شطريت حصل على 31 صوتا، داليا ايتسيك 28، داليا دورنر13 ودان شخطمان صوت واحد.

## المرشحين
- رؤوفين ريفلين عن حزب الليكود، اشغل مناصب وزارية، رئاسة الكنيست، ترشح لرئاسة الدولة العام 2007 مقابل شمعون بيريز.
- مائير شطريت، عن حزب «الحركة - (بالعبرية):התנועה» برئاسة تسيبي ليفني، اشغل مناصب وزارية سابقًا، وانتخب رئيس لبلدية يفني في جنوب إسرائيل.
- داليا ايتسيك، وزيرة سابقة اشغلت منصب رئيس الكنيست ورئيس دولة إسرائيل بالنيابة لفترة 6 أشهر، دخلت المنافسة رغم اعلانها اعتزال السياسة عام 2012.
- بروفسور دان شخطمان، مرشح غير حزبي، فائز بجائزة نوبل للفيزياء.
- القاضية السابقة داليا دورنر، مرشحة غير حزبية، قاضية سابقة في محكمة العدل العليا، ورئيس مجلس الصحافة في إسرائيل.

### مرشحين تنحوا
بنيامين بن اليعزر، مرشح عن حزب العمل، جنرال سابق في الجيش، رئيس سابق للمعارضة ووزير لعدة مرات في حكومات إسرائيل، انسحب من السباق بعد اتهامه بقضايا مالية.